# London Canal Museum

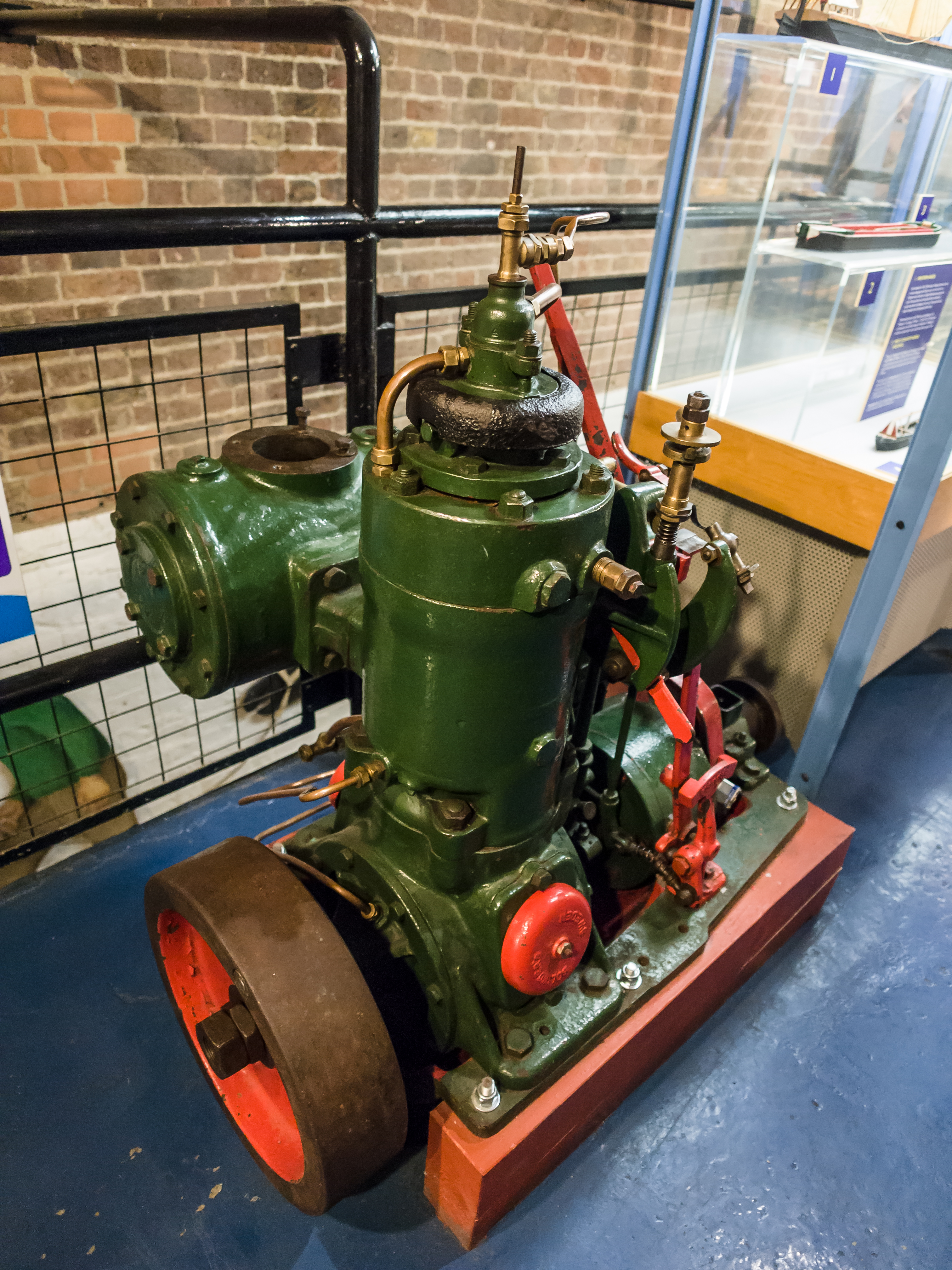
Ausstellungsstück: Dieselmotor

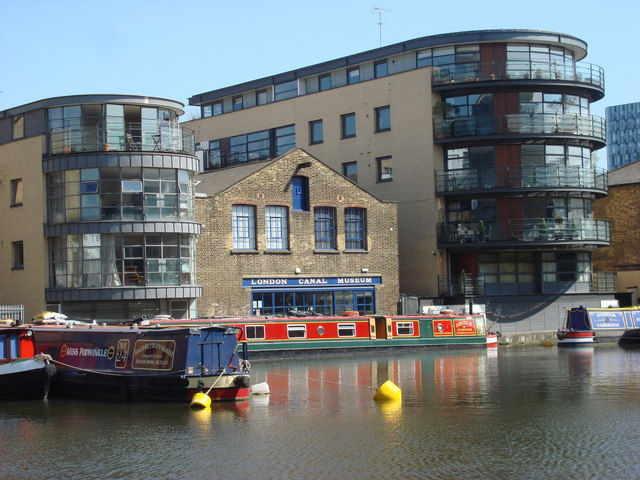
Hafenansicht

Das London Canal Museum liegt in London, England, im Stadtteil Kings Cross. Es ist ein lokales Museum über die Geschichte von Londons Kanälen.

## Geschichte
Das Museum wurde 1992 eröffnet. Es ist in einem ehemaligen viktorianischen Eislager untergebracht, das früher von Carlo Gatti genutzt wurde. Das Gebäude wurde zwischen 1862 und 1863 errichtet, um das Eis zu lagern, das aus Norwegen mittels Schiffen und Bargen importiert wurde. In dem Gebäude befinden sich zwei noch erhaltene Eisspeicher, von denen einer zu besichtigen ist.

## Ausstellungen und Aktivitäten
Die Ausstellung deckt den gesamten Bereich der Wasserwege des Vereinigten Königreiches ab.
Das Museum macht monatliche eine abendliche Präsentation, einige Sommeraktivitäten für Familien, Führungen entlang von Treidelpfaden und durch den Islington Tunnel. Das Museum unterstützt zwei Schiffe beim National Waterways Museum, die Teil der nationalen Sammlung sind. Das London Canal Museum unterstützt finanziell die Boat Museum Society, eine Freiwilligen-Organisation, welche das National Waterways Museum bei der Restaurierung und Unterhaltung von historischen Schiffen unterstützt. Die beiden Schiffe, die vom London Canal Museum unterhalten werden, sind die Ferrett und die Ilkeston.

## Lage
Das Museum liegt im Stadtteil Kings Cross Gebiet in London am Regent’s Canal. Das rückseitig gelegene Battlebridge Basin kann über das Museum erreicht werden. Das Museum ist zirka fünf Gehminuten von der London-Underground-Station King’s Cross St. Pancras entfernt.